# 鈴木健 (エンジニア)
鈴木 健（すずき けん、1975年3月24日 - ）は、日本のエンジニア、研究者、実業家。スマートニュース株式会社代表取締役会長。国際大学GLOCOM客員研究員。東京財団仮想制度研究所（VCASI）フェロー。研究者としての専門分野は、電子貨幣・地域通貨、複雑系の理論認知科学、情報社会学。特定非営利活動法人FTEXT副理事長。

## 略歴
1975年長野県生まれ。父の仕事の関係で、中学の前半をイタリア、中学2年の5月から中学3年の1月までをドイツのデュッセルドルフで過ごす。1993年慶應義塾高等学校卒業。1998年慶應義塾大学理工学部物理学科卒業。2008年東京大学大学院総合文化研究科広域科学専攻広域科学システム系博士課程修了。「Propagational Investment Currency SYstem (PICSY): Proposing a New Currency System Using Social Computing （伝播投資貨幣PICSY: 社会計算による新しい貨幣の提案）」で博士（学術）の学位を取得。
浜本階生とともにスマートニュースの共同創設者の一人であり、ともにフォーブス日本版の日本の起業家ランキング2020で1位入賞。
また、伝播投資貨幣「PICSY」の主催者。国際大学グローバル・コミュニケーションセンター内の研究機関、isedでも積極的な活動を行った。

## 著書
- 『究極の会議』（ソフトバンククリエイティブ、2007年）
- 『なめらかな社会とその敵』（勁草書房、2013年）